# Милос (деревня)
Ми́лос (греч. Μήλος ή Πλάκα) — деревня в Греции. Расположена на высоте 180 метров над уровнем моря, на северном побережье Милоса, в 3 километрах к северо-западу от Адамаса и в 151 километре к югу от Афин. Административный центр одноимённой общины (дима) в одноимённой периферийной единице в периферии Южных Эгейских островах. Население 749 жителей по переписи 2011 года.

## Сообщество Милос
В общинное сообщество Милос входят десять населённых пунктов и четыре острова. Население 819 жителей по переписи 2011 года. Площадь 89,505 квадратных километров.
| Населённый пункт   | Население (2011), человек |
| ------------------ | ------------------------- |
| Акратион (остров)  | 0                         |
| Ананес (остров)    | 0                         |
| Андимилос (остров) | 0                         |
| Арети              | 0                         |
| Кипос              | 6                         |
| Ксилокератья       | 0                         |
| Милос              | 749                       |
| Паксимади (остров) | 0                         |
| Проватас           | 27                        |
| Ралакион-Халакос   | 0                         |
| Фурковуни          | 0                         |
| Фиропотамос        | 4                         |
| Псатадика          | 17                        |
| Эмбуриос           | 16                        |

## Население
| Год  | Население, человек |
| ---- | ------------------ |
| 1991 | 806                |
| 2001 | 877                |
| 2011 | ↘ 749              |